# Суспільне Ужгород
«Суспільне Ужгород» (Філія АТ «НСТУ» «Закарпатська регіональна дирекція») — українська регіональна суспільна телерадіокомпанія, філія Національної суспільної телерадіокомпанії України, до якої входять однойменний телеканал, радіоканал «Українське радіо Ужгород» та діджитал-платформи, які мовлять на території Закарпатської області.

## Історія
З 1991 по 2018 рік була Закарпатською обласною телерадіокомпанією, яка складалася з телеканалу «Тиса-1» та радіоканалу «Тиса FM».
З 2017 року телерадіокомпанія є філією українського Суспільного мовлення — Національної суспільної телерадіокомпанії України.
16 липня 2018 року телеканал філії розпочав мовлення у форматі 16:9.
23 листопада 2018 року телерадіокомпанія змінила назву з «Тиса-1» на «UA: Закарпаття» та отримала новий логотип. 16 грудня 2018 року телеканал філії змінив логотип.
23 травня 2022 року в зв'язку з оновленням дизайн-системи брендів НСТУ телерадіокомпанія змінила назву на «Суспільне Ужгород».
З 20 листопада по 18 грудня 2022 року телеканал філії транслював Чемпіонат світу з футболу 2022.

## Телебачення
«Суспільне Ужгород» — український регіональний суспільний телеканал, який мовить на території Закарпатської області.

### Наповнення етеру
Етерне наповнення мовника — інформаційні, соціально-публіцистичні та культурно-мистецькі програми виробництва творчих об'єднань НСТУ та «Суспільне Ужгород». Команда виготовляє проєкти українською мовою, а також мовами національних меншин Закарпаття.

#### Програми
- «Суспільне. Студія»
- «Суспільне Новини»
- «Суспільне Спорт»
- «Тиждень. Ужгород»

#### Раніше виходили
- «Суспільне Спротив»
- «Русинська родина»
- «Суспільне Новини. Ужгород» (раніше — «Новини» і «Вчасно»)
- «Ранок на Суспільному»
- «Своя земля»
- «#Звіти_наживо»
- «Сьогодні. Головне»
- «На власні очі»
- «Угорське слово»
- «Романо Джівіпен»
- «Ethno Vision»
- «У румунів вдома»
- «Словацькі погляди»
- «Новини угорською мовою»

Також на «Суспільне Ужгород» виходять окремі музичні програми та підбірки найновіших кліпів. Крім того, на телеканалі відбуваються щоденні покази художніх, документальних, телевізійних та мультиплікаційних фільмів і серіалів.

##### Архівні програми
- «Тема дня» — виходила щовечора у будні в ефірі телеканалу. Гострі суспільно-політичні питання, важливі події в житті краю обговорюють журналісти, гості студії та телеглядачі, спілкуючись студійними телефонами.
- «Ранок на Тисі» — ранкова програма, що виходила у будні з 7-ї до 9-ї ранку. Вона містила інформаційні випуски, репортажі, ранкову гімнастику, дитячу казку, гороскоп, поради фахівців, гостей у студії, зворотній зв'язок через телефонні дзвінки. З червня 2020 року більше не виходить в ефір. Замість неї — міжрегіональний проєкт «Ранок на Суспільному», який виготовляють спільно всі філії «НСТУ».

### Мовлення
Передача цифрового мовлення телеканалу відбувається в мультиплексі MX-5 (DVB-T2) у форматі 576i 16:9 та 1080i (HDTV). Трансляція мовника також доступна на сайті «Суспільне Ужгород» в розділі «Онлайн».
Ліцензія Національної ради з питань телебачення та радіомовлення України передбачає розповсюдження програм на всю територію України та закордон 24 години на добу українською, угорською, румунською, німецькою, словацькою, ромською, російською та русинською мовами.

## Радіо
У Закарпатській області НСТУ мовить на радіоканалі «Українське радіо Ужгород».
«Українське радіо Ужгород» — музичне радіо філії. Мовить цілодобово, його можна слухати онлайн, а також на супутнику Amos та інфоканалі в мережі Компанія Крам. Онлайн-трансляція зі студії доступна на сайті twitch.tv/tysafm [Архівовано 31 жовтня 2020 у Wayback Machine.] та Фейсбук сторінці радіо «Тиса FM».
21 червня 2019 року, у Міжнародний день музики, на хвилях радіо з 09:00 до 19:00 звучав 10-годинний музичний марафон просто неба з Театральної площі Ужгорода.
У грудні 2019 року станція стала єдиною FM-радіостанцією в Україні, що офіційно транслювала мовою оригіналу щотижневе двогодинне шоу Selector Radio — British Council з найновішою британською музикою.

### Наповнення етеру

#### Програми
- «Новини»
- «Новини угорською мовою»
- «Румунські меридіани»
- «Акценти полудня»

### Мовлення
- Біловарці — 105,7 МГц
- Великий Березний — 104,3 МГц
- Добрянське — 100,5 МГц
- Красна — 104,6 МГц
- Міжгір'я — 106,6 МГц
- Мукачево — 97,3 МГц
- Нижні Ворота — 105,0 МГц
- Нижній Студений — 107,7 МГц
- Рахів — 102,2 МГц
- Рокосово — 101,2 МГц
- Ужгород — 107,2 МГц
- Холмець — 107,2 МГц

## Діджитал
У діджиталі телерадіокомпанія «Суспільне Ужгород» представлена вебсайтом та сторінками у Facebook, Instagram, YouTube та Telegram. Крім того, на сайті «Суспільне Новини» є розділ про новини Закарпаття.

## Логотипи
Телерадіокомпанія змінила 3 логотипи. Нинішній — 4-й за рахунком.
| Логотип | Опис                                               |
| ------- | -------------------------------------------------- |
|         | Логотип з 1991 до 2005 року                        |
|         | Логотип з 2005 року до 22 листопада 2018 року      |
|         | Логотип з 23 листопада 2018 до 22 травня 2022 року |
|         | Логотип з 23 травня 2022 року дотепер              |

### Хронологія назв
| Дата      | Назва               |
| --------- | ------------------- |
| 1991—2018 | «Тиса-1»            |
| 2018—2022 | «UA: Закарпаття»    |
| з 2022    | «Суспільне Ужгород» |